# Tomasz Hinc
Tomasz Wojciech Hinc (ur. 6 lipca 1974 w Szczecinie) – polski samorządowiec i menedżer, w latach 2018–2020 wojewoda zachodniopomorski.

## Życiorys
W 1998 ukończył studia socjologiczne na Wydziale Humanistycznym Uniwersytetu Szczecińskiego o specjalizacji socjologia i psychologia kompetencji społecznych. Od 1997 do 2007 wykładał na różnych uczelniach w Szczecinie, specjalizując się w zagadnieniach z zakresu organizacji i zarządzania, zarządzania zasobami ludzkimi oraz socjologii.
W 2002 wstąpił do Prawa i Sprawiedliwości. W latach 2006–2018 przez trzy kolejne kadencje był radnym Szczecina z listy PiS, w latach 2014–2018 pełnił funkcję wiceprzewodniczącego tego gremium. Kierował Komisją Bezpieczeństwa Publicznego i Samorządności, pracował także w Komisji Budżetu i Finansów, Komisji Promocji Rozwoju i Gospodarki Morskiej, Komisji Budownictwa i Mieszkalnictwa, Komisji Edukacji, Komisji Sportu oraz Komisji Rewizyjnej.
Był zatrudniony w Totalizatorze Sportowym jako doradca zarządu spółki (2007), dyrektor oddziału XV w Szczecinie (2007–2016), p.o. dyrektora oddziału XIII w Zielonej Górze (2008), dyrektor oddziału XVII w Koszalinie (2013–2016). W latach 2016–2018 pełnił funkcję wiceprezesa zarządu Grupy Azoty, gdzie odpowiadał za zakupy, przetargi, surowce, gospodarkę magazynową oraz logistykę. Od 2003 do 2018 zasiadał w Radzie Społecznej Regionalnego Szpitala Onkologicznego w Szczecinie – Zachodniopomorskiego Centrum Onkologii, od 2007 do 2014 wchodził w skład Komisji Bezpieczeństwa i Porządku przy prezydencie Szczecina. W latach 2013–2015 był członkiem Szczecińskiej Rady Działalności Pożytku Publicznego. W latach 2015–2018 był przedstawicielem Szczecina w radzie Euroregionu Pomerania.
5 marca 2018 został powołany przez premiera Mateusza Morawieckiego na stanowisko wojewody zachodniopomorskiego. 29 listopada 2020 zakończył pełnienie tej funkcji, obejmując w kolejnym miesiącu stanowisko prezesa zarządu przedsiębiorstwa Grupa Azoty, które zajmował do lutego 2024. W tym samym roku został członkiem Rady do spraw Strategicznych Projektów Rozwojowych w ramach Narodowej Rady Rozwoju.

## Życie prywatne
Jest żonaty, ma dwoje dzieci. Przez 14 lat uprawiał piłkę ręczną w szczecińskich klubach, był także sędzią w tej dyscyplinie.